# فقدان الشعر
فقدان الشعر أو الثعلبة أو داء الثعلب أو الصلع يشير إلى فقدان الشعر من الرأس أو الجسم. الصلع يمكن أن يشير إلى فقدان الشعر بشكل عام أو نمط فقدان الشعر للرجال، فقدان الشعر ونقص الشعرله أسباب كثيرة منها الثعلبة الذكرية والعدوى الفطرية والصدمات النفسية (على سبيل المثال نتف الشعر) والعلاج الاشعاعي والعلاج الكيميائي ونقص التغذية (مثل نقص الحديد وأمراض المناعة الذاتية مثل داء الثعلبة وشدة تساقط الشعر. يحدث فقدان الشعر الشديد بما في ذلك توتليس الثعلبة (فقدان كلي لشعر الراس) والثعلبة الشاملة (الفقدان الاجمالي لجميع شعر الراس والجسم)

## المصطلحات
الصلع هو عدم وجود نمو للشعر سواء جزئي أو كلي وبشكل اوسع من ترقق الشعر تختلف درجة ونمط الصلع ولكن السبب الأكثر شيوعا منه هو صلع الذكور والثعلبة والمصطلح الثاني يستخدم بالمقام الأول في أوروبا

## الأعراض والعلامات
تشمل اعراض فقدان الشعر الصلع في بقع عادة على اشكال دائرة الثعلبة البقعية (تكون خفيفة أو متوسطة المستوى) وعادة ماتظهر في مناطق غير عادية مثل الحاجبين ومؤخرة الراس أو فوق الاذنين حيث لا يؤثر عادة على نمط صلع الذكور نمط فقدان الشعور عند الذكور، فقدان وترقق الشعر يبدأ عند التاج اما ان يخف أو يخرج منه بينما عند النساء يكون فقدان الشعر امامي وجدار الشعر
الناس لديهم مابين مئة الف ومئة وخمسون الف شعره في شعر الراس عدد الشعر الذي يفقد عادة في يوم واحد تكون مختلفه ولكن في المتوسط تكون 100شعرة من اجل الحفاظ على كمية الفقد العادية، يجب أن يتم استبدال الشعر الذي تم فقده بنفس المعدل العلامات الأولى لترقق الشعر أن الناس سوف تلاحظ في كثير من الاحيان تكون أكثر من المعتاد في الجهة اليسار في فرشاة الشعر أو في الحوض بعد الاستحمام واستخدام الشامبو في اشكال تسريح المختلفة يمكن اكتشاف ترقق الشعر والفراق الواسع أو تاج رقيق
حالات الامراض الجلدية
تظهر بشكل كبيركعلة في الوجه والظهر والاطراف يمكن أن تشير إلى حب الشباب الكيسي اشد حالات الامراض الجلدية ينشا حب الشباب من نفس الاختلالات الهرمونية التي تسبب فقدان الشعر ويترافق مع ديهدروتستوسترون. التهاب الجلد الدهني هو الحالة التي يتم فيها إنتاج كمية زائدة من الشحم ويتراكم على فروة الراس هي أيضا من اعراض الاختلالات الهرمونية كالتي في فروة الراس الدهنية بشكل دهني أو جاف على حد سواء كلاها من الممكن أن تسبب ترقق الشعر
الجانب النفسي
ترقق الشعر والصلع يسبب الضغط النفسي بسبب تاثيرها على المظهر على الرغم من اهتمام المجتمع بالمظهر وتاريخه الطويل في ذلك. جاء هذا الفرع المعين من علم النفس خلال عام 1960 واكتسب زخم كرسائل ربط جاذبية الجسد مع النجاح والسعادة تنمو أكثر انتشارا
علم النفس من جهة ترقق الشعر هو مسالة معقدة يعتبر الشعر جزاءا اساسيا من الهوية العامة خاصة بالنسبة للنساء الذي غالبا مايمثل الانوثة والجاذبية الرجال عادة يرتبط لديهم بالشباب والعنفوان على الرغم من انها قد تكون على بينة من نمط الصلع في اسرهم، والكثير غير المريح التحدث عنه في هذه المشكله تلاقق الشعر هو قضية حساسة لكلا الجنسين ومن الممكن أن يمثل فقدان السيطرة والشعور بالعزلة للمرضى الناس الذين يعانون من ترقق الشعر غالبا مايجدون أنفسهم في وضع مخالفة مظهرهم مع الصورة الخاصة لهم والقلق الشائع من الظهور بعمر أكبر أو اقل جاذبية للاخرين تكون المشاكل النفسية بسبب الصلع إذا كان موجودا وتكون اشد عادة عند ظهور اعراض الصلع
فقدان الشعر الناتج عن العلاج الكيمائي للسرطان إلى احداث تغيرات في مفهوم الذات وصورة الجسم لا ترجع صورة الجسم إلى حالتها السابقة بعد إعادة نمو الشعر لغالبية المرضى في مثل هذه الحالات، يعاني المرضى من صعوبات التعبير عن مشاعرهم ويكونون أكثر عرضة لتجنب الزاعات العائلية العلاج الاسري يمكن أن يساعد الاسر على التعامل مع هذه المشاكل النفسية في حالة ظهورها.
- انخفاض سماكة الشعر في الجبهة.
- ظهور بقع أو دوائر صلع في فروة الرأس.
- -فقدان مفاجئ للشعر، إذ يسقط الشعر ويخرج في راحة يدك وأنت تقوم بالاستحمام أو فركه بالشامبو.

## أسباب تساقط الشعر

### استخدام مستحضرات الكيماوية
هنالك الكثير من النساء والرجال الذين يستخدمون مستحضرات مصنّعة كيماويا للعناية بالشعر. مثل: صبغات الشعر ٬ الألوان ومواد تفتيح اللون ٬ مواد تمليس الشعر، المواد المختلفة المستخدمة من أجل التجعيد.
إذا تم استخدام هذه المستحضرات وفق التعليمات، فإن احتمال إضرارها بالشعر يكون قليلا جدا.
ولكن، إذا تم استخدام هذه المستحضرات في أوقات متقاربة، فمن الممكن أن يضعف الشعر ويميل إلى التقصُّف (Trichorrhexis).
إذا ما أدى استخدام هذه المستحضرات إلى ضعف الشعر وتقصفه، فمن المحبذ التوقف عن استخدامها، إلى أن يتجدد الشعر ويستعيد عافيته، وتختفي الشعرات المتضررة.

### تناقص الشعر والصلع الوراثي
تعرف هذه الظاهرة باسمها العلمي «الثعلبة الذكرية الشكل» (الصلع) (Androgenetic alopecia / Calvities).هي أكثر أسباب تساقط الشعر انتشارا، إذ تنتقل وراثيا من الأم أو الأب، النساء اللاتي تعانين من هذه الظاهرة، عادة ما يكون شعرهن خفيفا وقليلا جدا، ولكنهن لا يصبن بالصلع تماما.من الممكن أن تبدأ هذه الظاهرة بالظهور في العقد الثاني، أو الثالث، وحتى العقد الرابع من العمر.

### تساقط الشعر الكربي
مرض تَساقُطُ الشَّعْرِ الكَرْبِيّ (Telogen Effluvium)، الضغط أو التوتر النفسي، وغيرها من العوامل الأخرى قد تؤدي بكمية كبيرة من الشعر إلى الدخول في ما يسمى «الطَّورُ الانْتِهائِيّ» (طور الراحة في فعالية خلايا الجُرَيب الشعري - Telogen) كجزء من الدورة الطبيعية لنمو الشعر، مما يؤدي إلى تساقط الشعر بوتيرة مرتفعة ومتسارعة (Effluvium)، دون أن تنتج عن ذلك، في الغالب، بقع صلعاء تماما.
يتوقف هذا النوع من تساقط الشعر، في أغلب الحالات، بصورة تلقائية، بعد بضعة أشهر.ومن بين العوامل التي تسبب تساقط الشعر الكربي (المزمن): درجة الحرارة المرتفعة، التلوث الحاد والشديد والنزلة الوافدة (Influenza) الحادة ٬ عملية جراحية معقدة أو مرض مزمن ٬ أمراض الغدة الدرقية (Thyroid gland) ٬ تغذية قليلة البروتينات ٬ نقص الحديد في الدم ٬ تناول الأدوية ٬ تناول أقراص منع الحمل٬ علاجات لمرض السرطان.

### سعفة الرأس
سعفة الرأس (Tinea Capitis) تنجم سعفة الرأس عن تلوث فطري، يسببه فطر جلديّ (Dermatophyte) وتتميز بظهور بقع مغطاة بالقشرة (Dandruff) على فروة الرأس (Scalp).
تكبر هذه البقع، تتسع وتنتشر وتسبب تقصّف الشعر، احمرار لون الجلد، انتفاخات، وفي بعض الأحيان حتى إفراز سوائل من فروة الرأس، يعتبر هذا المرض معديا جدا، وهو منتشر جدا لدى الأطفال. ويمكن معالجة هذا المرض بواسطة الأدوية.

### هوس نتف الشعر
هوس نتف الشعر (Trichotillomania) يتميز هذا المرض بقيام المريض بلفّ الشعر وثنيه، شدّه واقتلاعه، سواء كان ذلك شعر الرأس، شعر الحاجبين أم شعر الأهداب (الرموش) لدى الأطفال، وفي بعض الأحيان لدى البالغين أيضا.
في بعض الحالات لا تكون هذه الظاهرة سوى عادة سيئة فحسب، تختفي بعد الحصول على استشارة مهنية وعلى شرح عن الأضرار والأعراض الجانبية التي يمكن أن يسببها نتف الشعر. لكن ظاهرة نتف الشعر قد تكون، في حالات أخرى، ردة فعل عاطفية على توتر أو الضغط النفسي، وأحيانا قد تكون عبارة عن اضطراب نفسي جدّي وشديد.

### الثعلبة الندبية
الثعلبة النّـّدْبِيّة (Cicatricial alopecia) هي إحدى الظواهر النادرة جدا، تسبب ظهور بقع صلعاء مصحوبة بالحكة أو الألم.تكوّن التهاب حول جُرَيبات الشعر يصيبها بالضرر ويؤدي إلى ظهور ندوب وإلى تساقط الشعر، بدلا من نموّه٬العامل الذي يسبب حدوث الثعلبة الندبية ليس معروفا، إلا أن العلاج يتم من خلال وقف انتشار الالتهاب ومنع انتقاله إلى أجزاء وأماكن أخرى من فروة الرأس.

### الحمل عند النساء
تعاني بعض الحوامل من تساقط الشعر فوق الحد الطبيعي، والسبب في ذلك هو ارتفاع هرمون البروجستيرون الذي يؤدي إلى جفاف جذور الشعر وتقصفة، فيبدوا انه يتساقط والحقيقة انه شيء طبيعي ولا داعي للخوف من هذا الامر لان بعد الحمل سيعود كل شيء إلى طبيعتة.

## تشخيص
التشخيص الصحيح من شأنه مساعدة غالبية من يعانون من تساقط الشعر. إذ بإمكان طبيب الأمراض الجلدية أن يفحص المريض ويشخـّص سبب تساقط الشعر والصلع، وعندها يعرف إن كانت هذه الظاهرة ستختفي من تلقاء نفسها أم أن هنالك حاجة لإعطاء المريض علاجا دوائيا.

## علاج
تخلتف علاجات تساقط الشعر، ومن أهمها:
عملية جراحية لترميم الشعر يجري الأطباء والجراحون المختصون بالأمراض الجلدية عدة أنواع من العمليات الجراحية التي تهدف إلى استعادة الشعر، ترميمه وإعادة ترميم الأماكن التي تساقط منها، إضافة إلى منح الشعر منظرا طبيعيا، قدر الإمكان.
زرع الشعر (Hair Transplantation) يعتمد زرع الشعر على مبدأ «التبرع السائد» (المفضل)، أي أخذ الشعر من مكان سليم وزرعه، خلال العملية الجراحية، لكي ينمو مجددا في المكان المصاب بالصلع. بعد نحو شهر من العملية، يتساقط الجزء الأكبر من الشعر المزروع. وبعد شهرين من ذلك، يبدأ شعر الجديد بالنمو، ثم يواصل النمو وفق الوتيرة الطبيعية. وبعد ستة أشهر يكتسب الشعر المزروع شكلا ومظهرا مماثلين لشكل الشعر الطبيعي ومظهره.
تقليص (جلد) فروة الرأس يعتبر تقليص جلدة الرأس حلاً لمن يعانون من اتساع رقعة الصلع.هذا العلاج عبارة عن عملية جراحية يتم خلالها تضييق حيز البقع الصلعاء، بل ويتم، في بعض الحالات، إخفاؤها تماما، من خلال إزالة بعض السنتيمترات من الجلد الخالي من الشعر، وبعد ذلك شد طرفي القطع باتجاه بعضهما البعض وتوصيلهما بالخياطة، بالإمكان إجراء عملية تقليص فروة الرأس وحدها، أو دمجها مع عملية أخرى لزرع الشعر.
العلاج الطبيعي أكثر النساء يستخدمن العلاجات الطبيعية والخلطات الطبيعيه لصنع قناع أو ماسك للشعر لتغذيته وزياده معدل نمو الشعر. باستخدام الزيوت مثل زيت الزيتون وزيت السمسم وزيت الكافور وزيت القرطم وزيت الأملج، أيضا يتم استخدام مُشتقات جوز الهند وعُشبة النيم الهندية الشاي الأخضر والحناء. إذا كان التساقط شديد انصحك بمراجعة طبيبك على الفور لتحديد سبب التساقط وعلاجه.

## الوقاية
ليست كل حالات فقدان الشعر قابلة للوقاية أو يمكن منعها، ولكن يمكن تقليل فقدان الشعر -الذي يرتبط بأسباب تقع ضمن نطاق سيطرتك- على النحو التالي:
- تناول حِمْية متوازنة توفر لك العناصر الغذائية.
- تجنب تسريحات الشعر التي تتضمن شده بقوم، مثل الضفائر والكعكة.
- عدم شدّ الشعر أو سحبه، وإذا كنت تشعر بأنك مضطر لفعل ذلك، فقد تعاني من سلوك قهري، فراجع الطبيب.
- عدم الإسراف في غسيل الشعر بالشامبو أو تنشيفه باستخدام مجفف الشعر.
- عدم المبالغة في استخدام أصباغ الشعر، وينطبق هذا أيضا على منتجات تنعيم (تمليس) الشعر وتمويجه.

## روابط خارجية
- loss فقدان الشعر على مشروع الدليل المفتوح